# Jogos Olímpicos de Verão de 1940
Os Jogos da XII Olimpíada da Era Moderna nunca foram realizadas, devido à Segunda Guerra Mundial. Os jogos seriam realizados em Tóquio, Japão. Com o início da Segunda Guerra Sino-Japonesa, em 1937, os jogos foram transferidos para Helsinki, Finlândia, onde foram cancelados completamente em 1939, após o início da guerra. Helsinki sediaria os jogos de verão de 1952, e Tóquio, os jogos de verão de 1964.

## Japão dos anos 30 e esportes internacionais
Durante os Jogos do Extremo Oriente de 1930 em Tóquio, os participantes indianos foram vistos arvorando a bandeira do seu movimento de independência, em vez da bandeira da Índia Britânica. Isso causou uma reclamação da Associação Olímpica Britânica. Em 1934, o Japão tentou convidar colônias européias para os Jogos do Extremo Oriente.